# Aeródromo do Lago Nejanilini
O Aeródromo do Lago Nejanilini é um aeródromo localizado na província de Manitoba, perto da fronteira da província com os Territórios do Noroeste no Canadá.
Próximo a esta estrutura aeroportuária encontra-se o Lago Nejanalini que serve as localidades de The Lodge e de Little Duck. Esta estrutura já foi anteriormente denominada como Aeródromo do Lago Nejanilini Lodge. .